# Bill Daily
Bill Daily, született William Edward Daily (Des Moines, Iowa, 1927. augusztus 30. – Santa Fe, Új-Mexikó, 2018. szeptember 4.) amerikai színész.

## Filmjei

### Mozifilmek
- Mezítlábas lakótárs (The Barefoot Executive) (1971)
- Alligator II: The Mutation (1991)
- Horrorween (2011)

### Tv-filmek
- In Name Only (1969)
- Inside O.U.T. (1971- tv-rövidfilm)
- Murder at the Mardi Gras (1978)
- Rendezvous Hotel (1979)
- Valentine Magic on Love Island (1980)
- Alone at Last (1980)
- I've Had It Up to Here (1982)
- I Dream of Jeannie... Fifteen Years Later (1985)
- Pajkos szellem kalandjai (I Still Dream of Jeannie) (1991)

### Tv-sorozatok
- Bewitched (1964, egy epizódban)
- My Mother the Car (1965, egy epizódban)
- The Farmer's Daughter (1965, két epizódban)
- Jeannie, a háziszellem (I Dream of Jeannie) (1965–1970, 131 epizódban)
- Getting Together (1972, egy epizódban)
- Mary Tyler Moore (1972, egy epizódban)
- Love, American Style (1972, két epizódban)
- The Bob Newhart Show (1972–1978, 140 epizódban)
- Flying High (1978, két epizódban)
- $weepstake$ (1979, egy epizódban)
- CHiPs (1979, két epizódban)
- Szerelemhajó (The Love Boat) (1979, tv-sorozat, két epizódban)
- Aloha Paradise (1981, hét epizódban)
- The Powers of Matthew Star (1982, egy epizódban)
- Trapper John, M.D. (1983, egy epizódban)
- Small & Frye (1983)
- Comedy Factory (1985, egy epizódban)
- Alf (1987–1989, négy epizódban)
- Starting from Scratch (1988–1989, 22 epizódban)
- Newhart (1990, egy epizódban)
- The Munsters Today (1990, egy epizódban)
- Bob (1992–1993, két epizódban)
- George & Leo (1997, egy epizódban)
- The Naked Truth (1997, egy epizódban)
- Caroline New Yorkban (Caroline in the City) (1997, két epizódban)